# Clerodendrum curranii
Clerodendrum curranii là một loài thực vật có hoa trong họ Hoa môi. Loài này được Elmer mô tả khoa học đầu tiên năm 1913.